# Biagio Pupini
 (mai 2020).
Biagio Pupini, dit Biagio delle Lame (Bologne, actif 1511 - après 1575) est un peintre italien de la Renaissance tardive actif surtout à Bologne et ses environs.

## Biographie
Biagio Pupini, originaire de Bologne est documenté de 1511 à 1575.
Probablement formé dans l'atelier de Francesco Francia, en 1511, Biagio Pupini  collabore avec Bartolomeo Bagnacavallo pour la réalisation des fresques de l'église San Pietro in Vincoli (aujourd'hui détruite). En 1519, il est chargé des vitraux de la Cappella della Pace à San Petronio de Bologne où il a réalise le retable Vierge à l'enfant et les saints (1524) (actuellement dans une collection privée).
En 1525, il collabore avec Girolamo da Carpi, à la décoration de la sacristie de San Michele in Bosco.
En 1536, il participe au projet décoratif de la Villa d'Este à Belriguardo aux côtés des artistes Garofalo, Battista Dossi, Camillo Filippi, Girolamo da Carpi et autres. En 1539 il est de nouveau documenté à Bologne
Il a complété diverses peintures dans les églises de Bologne : San Giuliano, Basilica San Giacomo Maggiore et Santa Maria della Baroncella
Citoyen de Bologne, il est Conseiller (1535) et puis « Massaro »(1546) de la Compagnia delle Quattro Arti.
Il figure aussi sur la liste des inscrits à la Compagnia dei Bombasari e Pittori (1575).

## Œuvres
- Mariage mystique de sainte Catherine, huile sur bois, Musée Jeanne d'Aboville de La Fère
- Mariage mystique de sainte Catherine, huile sur bois, Ca' Rezzonico - Venise
- La Madone avec sainte Ursule, retable, église san Giacomo Maggiore, Bologne,
- Le mariage de la Vierge, Christie's (2003), Paris
- Vierge à l'Enfant, Palais Dorotheum, Vienne, Autriche,
- Mariage mystique de sainte Catherine, Christie's (2005), New York
- Vierge à l'Enfant et saints, Christie's (1998), Londres
- Apparition de la Vierge, église San Petronio, Bologne
- Fresques, église san Salvatore (aujourd'hui caserne), Bologne, (en collaboration avec Bagnacavallo)
- Fresques perdues (1511), chapelle principale, église Santa Maria delle Grazie, Faenza. (en collaboration avec Bagnacavallo)
- Diogene et Alexandre

## Dessins
- Païens adorant la statue de Latone plutôt que celle de Niobé, plume, encre brune, lavis brun, rehauts de blanc sur papier bleu. Verso : Adoration des bergers à la plume, encre brune, lavis brun et rehauts de blanc sur papier bleu. H. 0,215 ; L. 0,400 m[2]. Paris, Beaux-Arts de Paris. Ce dessin reproduit en partie une fresque exécutée par Polidoro da Caravaggio entre 1525 et 1527 sur la façade du Palazzo Milesi à Rome. En partie ruinée, cette fresque est connue par des reproductions gravées et dessinées, comme cet ensemble de cinq planches gravées en 1652 par G. B. Galestruzzi, publiées à Rome en 1658. Le verso n'a pas ou être mis en relation avec une œuvre connue de Pupini. Cependant, cette esquisse nous éclaire sur la méthode de travail de l'artiste, qui variait ses effets graphiques suivant la nature de ses recherches[3].

## Sources
- (en) Cet article est partiellement ou en totalité issu de l’article de Wikipédia en anglais intitulé « Biagio Pupini » (voir la liste des auteurs).